# Universität Addis Abeba
Die Universität Addis Abeba (englisch Addis Ababa University, amharisch አዲስ አበባ ዩኒቨርሲቲ) ist die staatliche Universität in Addis Abeba, der Hauptstadt Äthiopiens. Die Bildungseinrichtung wurde 1950 als University College of Addis Abeba gegründet. Im Jahr 1962 wurde die Einrichtung in Haile Selassie I. University umbenannt und 1975 erhielt sie ihren jetzigen Namen.
Die Universität verfügt über insgesamt sieben Standorte, von denen sich sechs in Addis Abeba und ein Campus in Debre Zeyit, etwa 45 km von Addis Abeba entfernt, befinden. Darüber hinaus besitzt die Hochschule noch weitere Ableger in verschiedenen Städten des Landes. Das Hauptgebäude in der Nähe des Yekatit-12-Platzes hat zuvor Kaiser Haile Selassie I. als Palast gedient. Hier befindet sich das Institute of Ethiopian Studies und das Ethnologische Museum sowie eine hervorragende Ausstellung historischer äthiopischer Kunstwerke. Die Überreste von Lucy, eine der ältesten bekannten Hominini mit einem Alter von über drei Millionen Jahren, befindet sich im National Museum, das im Stadtteil Ammist Kilo liegt.

## Geschichte

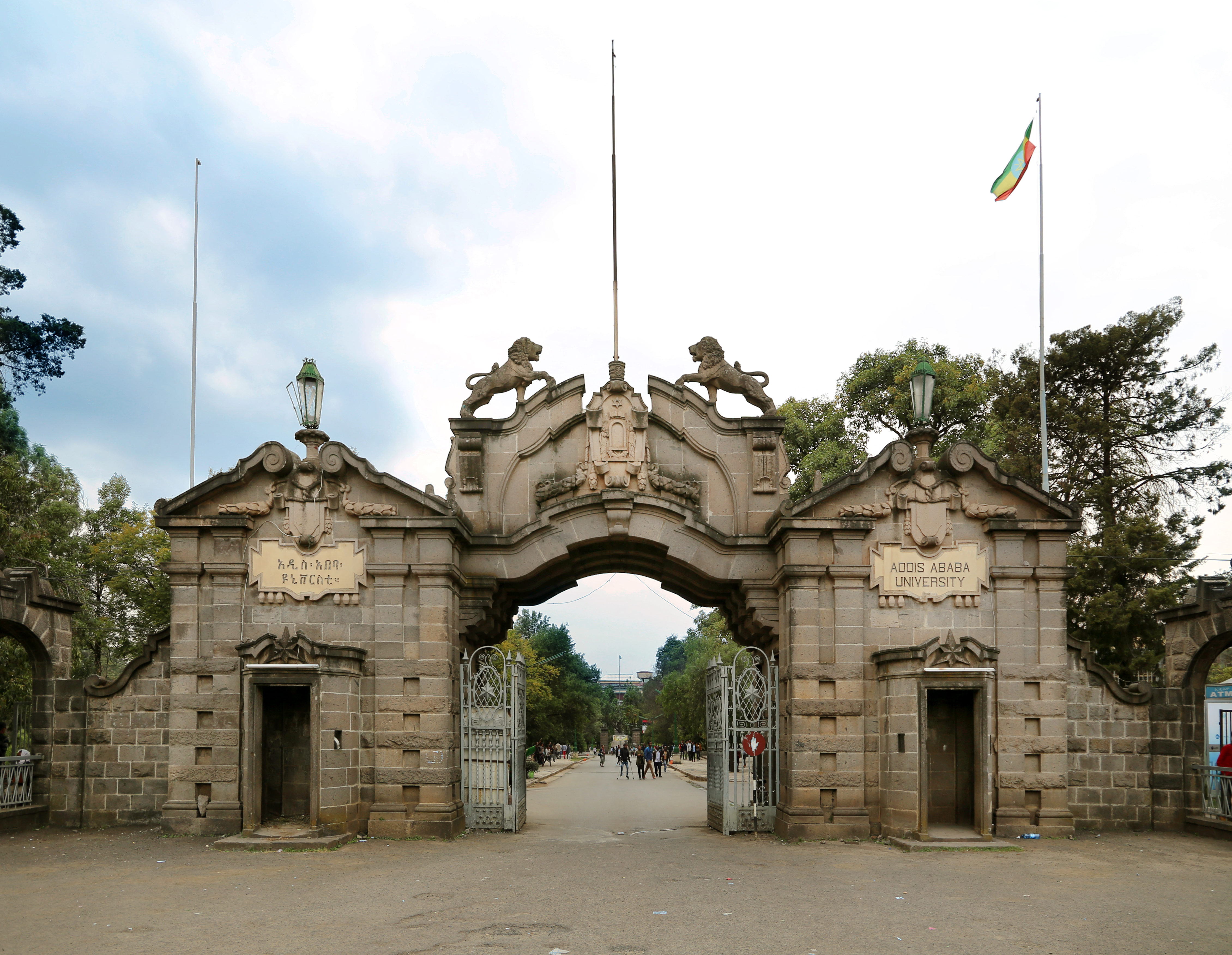
Blick durch das figurengeschmückte Haupttor der Universität an der Algerienstraße in Richtung Westen zum Ethnologischen Museum auf dem Gelände der Sozialwissenschaftlichen Fakultät

Die Universität wurde 1950 auf Bitten des damaligen Kaisers Haile Selassie an den kanadischen Jesuiten Dr. Lucien Matte gegründet. Es war als College für zweijährige Abschlüsse vorgesehen und bereits ein Jahr später eröffnet. Während der ersten beiden Jahre wurde das College der University of London angeschlossen.
Nach der Machtergreifung des Derg wurde die Einrichtung ab dem 4. März 1975 vorübergehend geschlossen und sämtliche 50.000 Studenten ins ganze Land ausgeschickt, um das neue Regime dort zu unterstützen. Ironischerweise war es später eine Gruppe ehemaliger tigraynischer College-Studenten, welche die Volksbefreiungsfront von Tigray (TPLF) zum Widerstand gegen das Derg-Regime gründeten und sich später mit anderen Gruppen zur Äthiopischen Volksrevolutionären Demokratischen Front zusammenschlossen.
1979 hat die Universität ihre ersten Masterstudiengänge angeboten und es folgten 1987 die ersten Post-Graduate-Programme.
Der deutsche Ökonom Knut Richter lehrte von 1981 bis 1984 an der Universität Addis Abebas.

## Absolventen
- Jimmy Lemi Milla (1948–2011), südsudanesischer Politiker